# 8N1
8N1 es una abreviatura habitual de la configuración del puerto serie en modo asíncrono donde hay un bit de inicio, (8) bits de datos, ningún (N) bit de paridad, y un (1) bit de parada. Con esta configuración sólo el 80% de los datos transmiten información ya que de cada 10 bits se usa uno para el inicio y la finalización de cada porción de información: el byte.
8N1 es la configuración más común en los ordenadores personales para comunicaciones por puerto serie hoy en día.
Junto a la abreviatura suele venir la velocidad de transmisión en bits por segundo, como por ejemplo 9600/8N1.